# Dicephalospora
Dicephalospora is een familie van schimmels behorend tot de familie Helotiaceae. De typesoort is Dicephalospora calochroa.

## Soorten
Volgen Index Fungorum telt het geslacht 14 soorten (peildatum februari 2022):
| Soortnaam                      | Auteur(s)                             | Publicatiejaar |
| ------------------------------ | ------------------------------------- | -------------- |
| Dicephalospora albolutea       | H.D. Zheng & W.Y. Zhuang              | 2019           |
| Dicephalospora aurantiaca      | (W.Y. Zhuan) W.Y. Zhuang & Z.Q. Zeng  | 2016           |
| Dicephalospora calochroa       | (Syd. & P. Syd.) Spooner              | 1987           |
| Dicephalospora chrysotricha    | (Berk.) Verkley                       | 2004           |
| Dicephalospora contracta       | W.Y. Zhuang, Xiao X. Liu & Z.Q. Zeng  | 2016           |
| Dicephalospora damingshanica   | W.Y. Zhuang                           | 1999           |
| Dicephalospora dentata         | Xiao X. Liu & W.Y. Zhuang             | 2015           |
| Dicephalospora huangshanica    | (W.Y. Zhuang) W.Y. Zhuang & Z.Q. Zeng | 2016           |
| Dicephalospora phaeoparaphysis | (W.Y. Zhuang) W.Y. Zhuang & Z.Q. Zeng | 2016           |
| Dicephalospora pinglongshanica | W.Y. Zhuang                           | 1999           |
| Dicephalospora rufocornea      | (Berk. & Broome) Spooner              | 1987           |
| Dicephalospora sessilis        | Ekanayaka & K.D. Hyde                 | 2019           |
| Dicephalospora shennongjiana   | H.D. Zheng & W.Y. Zhuang              | 2019           |
| Dicephalospora yunnanica       | H.D. Zheng & W.Y. Zhuang              | 2019           |